# Денисон, Эдвард
Эдвард Денисон (англ. Edward F. Denison; 18 декабря 1915, Омаха, Небраска — 23 октября 1992, Вашингтон) — американский экономист, основатель статистического исследования экономического роста и его источников.

## Биография
Эдвард родился в Омахе, штат Небраска 18 декабря 1915 года. Он вырос в Оук-парке, штат Иллинойс.
В 1936 году получил степень бакалавра в Оберлинском колледже, в 1938 году магистерскую степень в Браунском университете, а 14 июня 1941 года стал доктором философии в Браунском университете, в этот же день Эдвард женился на Элси Лайтбаун. Преподавательскую деятельность начал научным сотрудником в Браунском университете в 1939—1940 годах.
В 1941—1948 годах работал экономистом отдела национального дохода при министерстве торговли США.
В 1945 году был приписан руководителем Американской службы стратегических бомбардировок, экспертной группе по изучению последствий бомбардировок союзников в Европе, а после демобилизации вернулся обратно в министерство торговли. В 1951 году получил грант от Национального военного колледжа.
В 1948 году назначен и. о. начальника отдела национального дохода Бюро внешней и внутренней торговли США. В 1949 году переведен на должность заместитель директора и главного экономиста управления экономики предприятий. С 1956 года работает в Комитете экономического развития США.
В 1962—1978 годах, покинув службу, работал в качестве старшего научного сотрудника в Брукингском институте.
В 1979—1982 годах, вернувшись в Министерство торговли США, работал в должности заместителя директора Национальной счетной службы.
С 1982 года эмерит старший научный сотрудник Брукингского института.
В 1978 году вице-президент, а с 1981 года почетный член Американской экономической ассоциации, являлся членом Американской академии искусств и наук, Американской статистической ассоциации и Международной ассоциации по исследованиям дохода и богатства, членом Управляющего совета Национального клуба экономистов.
Эдвард умер 23 октября 1992 года от сердечной недостаточности. Его дочь, Джанет Хауэлл служит в Сенате Вирджинии с 1992 года, сын Эдвард живет в Палатине, штат Иллинойс.